# Erika Lust
Erika Lust (Stockholm, 1977) is een Zweedse erotische filmregisseur, scenarist, filmproducent en auteur. Samen met anderen zoals Petra Joy en Anna Span heeft Lust een instrumentele bijdrage geleverd in het bevorderen van de feministische pornografie-beweging. Ze heeft ook enkele boeken geschreven. Ze woont en werkt sinds 2000 in Barcelona.
Haar film Cabaret Desire won in 2012 de Feminist Porn Award voor Film van het Jaar en de publieksprijs voor Beste Speelfilm van CineKink. De eerste twee compilaties van haar serie XConfessions hebben haar in 2014 en 2015 de Feminist Porn Awards voor Hottest Straight Vignette opgeleverd. In 2015 werd een bioscoopcompilatie van XConfessions vertoond op het Chicago International Film Festival en het Raindance Film Festival in Londen. Daarna hield Lust twee uitverkochte vertoningen van de XConfessions Theatrical Cut in Kino Babylon in Berlijn in februari 2016 en vervolgens won ze de CineKink Award voor Beste Korte Speelfilm voor An Appointment with My Master.

## Achtergrond
Lust is in 1977 in Stockholm geboren met de naam Erika Hallqvist. Ze ontwikkelde een passie voor film en theater.
Ze ging politicologie en genderstudies studeren aan de Universiteit van Lund. Daar kwam ze in aanraking met het boek Hard Core: Power, Pleasure, and the "Frenzy of the Visible" (1989) van Linda Williams, dat haar filmproducties later sterk zou beïnvloeden. Ze noemt ook Jean-Jacques Annauds film L'Amant als inspiratiebron. In 1999 behaalde ze haar BA met mensenrechten en feminisme als specialismen. In 2000 verhuisde ze naar Barcelona, waar ze bij filmstudio's werkte en avondcursussen volgde over filmproductie.

## Carrière

### Eerste successen
Lust maakte haar eerste film in 2004, de expliciete korte film The Good Girl. Deze werd gratis op het internet gezet en werd in de eerste maand al 2 miljoen keer gedownload. De film werd het jaar daarna op het Barcelona International Erotic Film Festival vertoond en leverde haar een Ninfa Award op.
Na dit eerste succes richtte ze in 2005 haar videoproductiebedrijf Lust Films op. Het bedrijf heeft sindsdien vele erotische korte films en compilaties geproduceerd. Five Hot Stories For Her, een bloemlezing van vijf vignetten inclusief The Good Girl, won op het Barcelona International Erotic Film Festival de prijs voor Beste Spaanse Scenario 2007, op de Venus Berlin Fair de Eroticline Award voor Best Adult Film for Women 2007 en de Feminist Porn Award voor Film van het Jaar 2008. Sindsdien is haar werk regelmatig in het erotische bioscoopfestivalcircuit te vinden in 2020 is een van haar films voor het eerst op reguliere basis in gewone bioscopen te zien.

### Ontwikkeling
Lusts films worden gekenmerkt door zorgvuldig gecaste acteurs/actrices en hoge productienormen voor een pornofilm. Lust is van mening dat seksfilms, naast het feit dat ze plezier kunnen opleveren, een educatief middel kunnen zijn en mensen kunnen helpen om hun seksualiteit beter te begrijpen en vrijer en gewoner te leven. Ze hoopt dat ze de ideeën van kijkers over genderrollen in de seksualiteit positief kan beïnvloeden. Ze beschouwt pornografie als het "belangrijkste discours over gender en seksualiteit".
In 2010 opende Lust een online erotische bioscoop genaamd Lust Cinema, waar ze haar eigen films en  feministische seksfilms van andere auteurs vertoont. Ze begon in 2013 met het eerste gecrowdsourcede project in de geschiedenis van de pornografie, getiteld XConfessions. In de daaropvolgende jaren is dit de focus van haar werk geweest. Ze heeft ook verscheidene boeken geschreven over het onderwerp erotiek en seksualiteit; haar eerste boek Good Porn werd in 2009 uitgegeven door Seal Press. Lust heeft een online winkel waar ze haar boeken, films, seksspeeltjes en andere erotische waren verkoopt. In februari 2016 telde haar bedrijf ongeveer 15 medewerkers.
In december 2014 hield Lust een TEDtalk bij TEDxVienna in Wenen. In haar presentatie "It's Time For Porn To Change" ("Het is tijd dat porno verandert") moedigt Lust mensen aan om de huidige situatie van porno kritisch te bevragen, wat voor boodschappen het uitzendt en wat voor rol het speelt in de seksuele voorlichting van kinderen. De TEDtalk lanceerde tevens haar campagne #changeporn, een online actie waarmee ze de bestaande normen in de pornografie wilde uitdagen en veranderen. Tegen september 2020 was haar toespraak al bijna een miljoen keer bekeken op YouTube.
Toen de coronapandemie begin 2020 de hele wereld trof en samenlevingen in lockdown gingen, riep Lust de maand mei uit tot "Masturbatiemaand", moedigde mensen aan om veilig thuis te blijven en zichzelf te vermaken met speciale aanbiedingen. Ze kondigde op 30 april 2020 op Instagram aan: 'Ik heb een kalender gemaakt met een maand vol met gratis seksuele voorlichtingsgidsen, videohandleidingen, artikelen en muziek- & aanbevolen films om jullie mee bezig te houden. Blijf ook op de hoogte - deze maand zullen @xconfessions en @lust.cinema gratis spullen en verrassingen weggeven om jouw solosekssessies interessanter te maken.⁠'

### XConfessions
Lust produceert momenteel korte pornografische films gebaseerd op gecrowdsourcede verhalen. Kijkers kunnen anoniem bekentenissen ('confessions') over hun seksuele fantasieën achterlaten op de website van het project. Elke maand kiest Lust er dan twee verhalen uit die ze verfilmt. Tegen september 2020 had ze 21 delen van XConfessions uitgegeven.
XConfessions is op het Berlin Porn Festival 2014 gepresenteerd. In 2015 werd een bioscoopcompilatie van XConfessions vertoond, samen met een toespraak van Lust, op het Raindance Film Festival in Londen en op het Chicago International Film Festival. In februari 2016 hield Lust twee uitverkochte vertoningen van de XConfessions Theatrical Cut in Kino Babylon in Berlijn en vervolgens won ze de CineKink Award voor Beste Korte Speelfilm voor An Appointment with My Master.

## Geselecteerde filmografie

### Speelfilms
- 2008: Barcelona Sex Project
- 2010: Life Love Lust
- 2011: Cabaret Desire
- 2019: The Intern-A Summer of Lust

### Compilaties van korte films
- 2007: Five Hot Stories For Her incl. The Good Girl en Something about Nadia
- 2013: XConfessions vol. 1
- 2014: XConfessions vol. 2 incl. The Art of Spanking
- 2014: XConfessions vol. 3
- 2015: XConfessions vol. 4
- 2015: XConfessions vol. 5 incl. An Appointment with my Master
- 2016: XConfessions vol. 6
- 2016: XConfessions vol. 7
- 2016: XConfessions vol. 8
- 2017: XConfessions vol. 9
- 2017: XConfessions vol. 10
- 2017: XConfessions vol. 11
- 2017: XConfessions vol. 12
- 2018: XConfessions vol. 13
- 2018: XConfessions vol. 14
- 2018: XConfessions vol. 15
- 2018: XConfessions vol. 16

### Korte films
- 2004: The Good Girl
- 2009: Handcuffs
- 2010: Love Me Like You Hate Me (gemaakt met Venus O'Hara)
- 2011: Room 33 (vervolg van Handcuffs)

## Boeken
- 2009: X: a Woman's Guide to Good Porn (alternatieve titel: Good Porn: A Woman's Guide)
- 2010: Erotic Bible to Europe
- 2010: Love Me Like You Hate Me met Venus O'Hara
- 2011: Shooting Sex: How to Make an Outstanding Sex Movie with Your Partner (eboek ook in het Pools)[34]
- 2011: Six Female Voices met Antia Pagant
- 2013: La Canción de Nora (Nora's Song)
- 2013: Let's Make a Porno

## Prijzen en eerbewijzen
| Jaar | Organisatie                                  | Prijs                          | Categorie                        | Werk                          | Resultaat           |
| ---- | -------------------------------------------- | ------------------------------ | -------------------------------- | ----------------------------- | ------------------- |
| 2005 | Barcelona International Erotic Film Festival | Ninfa Award                    | First Prize for Short X-Films    | The Good Girl                 | Gewonnen            |
| 2007 | Barcelona International Erotic Film Festival | Ninfa Award                    | Best Screenplay                  | Five Hot Stories for Her      | Gewonnen            |
| 2007 | Venus Fair Berlin                            | Eroticline Award               | Best Adult Film for Women        | Five Hot Stories for Her      | Gewonnen            |
| 2008 | Good for Her Toronto                         | Feminist Porn Award            | Movie of the Year                | Five Hot Stories for Her      | Gewonnen            |
| 2008 | Cinekink New York                            | Cinekink Award                 | Best Short                       | Something about Nadia         | Eervolle vermelding |
| 2008 | Venus Fair Berlin                            | Eroticline Award               | Best Erotic Documentary          | Barcelona Sex Project         | Gewonnen            |
| 2009 | Good for Her Toronto                         | Feminist Porn Award            | Movie of the Year                | Barcelona Sex Project         | Eervolle vermelding |
| 2010 | Cinekink New York                            | Cinekink Award                 | Best Experimental Short Film     | Handcuffs                     | Gewonnen            |
| 2010 | Good for Her Toronto                         | Feminist Porn Award            | Sexiest Short Film               | Handcuffs                     | Gewonnen            |
| 2011 | Good for Her Toronto                         | Feminist Porn Award            | Movie of the Year                | Life Love Lust                | Gewonnen            |
| 2011 | Cinekink New York                            | Cinekink Award                 | Best Short                       | Room 33                       | Eervolle vermelding |
| 2011 | Orgazmik Zürich                              | Orgazmik Award                 | Best Film (Couples)              | Cabaret Desire                | Gewonnen            |
| 2012 | Good for Her Toronto                         | Feminist Porn Award            | Movie of the Year                | Cabaret Desire                | Gewonnen            |
| 2012 | Cinekink New York                            | Cinekink Audience Choice Award | Best Narrative Feature           | Cabaret Desire                | Gewonnen            |
| 2012 | Cupido Norway                                | Cupido Filmpris                |                                  | Handcuffs                     | Gewonnen            |
| 2014 | Good for Her Toronto                         | Feminist Porn Award            | Hottest Straight Vignette Series | XConfessions vol. 1           | Gewonnen            |
| 2014 | Fetisch Film Festival Germany                | Fetisch Award                  | Best Feature-Length              | XConfessions vol. 1           | Gewonnen            |
| 2015 | Good for Her Toronto                         | Feminist Porn Award            |                                  | The Art of Spanking           | Genomineerd         |
| 2015 | Good for Her Toronto                         | Feminist Porn Award            | Hottest Straight Vignette        | XConfessions vol. 2           | Gewonnen            |
| 2015 | Good for Her Toronto                         | Feminist Porn Award            | Website                          | xconfessions.com              | Eervolle vermelding |
| 2016 | Cinekink New York                            | Cinekink Awards                | Best Narrative Short Films       | An Appointment with my Master | Gewonnen            |

## Prominente vertoningen
| Jaar | Festival                                    | Werk                        |
| ---- | ------------------------------------------- | --------------------------- |
| 2009 | Rated X Amsterdam                           | Barcelona Sex Project       |
| 2009 | Circuito Off Film Festival Venice           | Handcuffs                   |
| 2012 | Erotikos Film Festival Jamaica              | Cabaret Desire              |
| 2014 | Berlin Porn Film Festival                   | XConfessions vol. 1         |
| 2014 | Self Serve's Pornotopia Festival New Mexico | XConfessions vol. 1         |
| 2014 | Film Festival of Gender Mexico              | XConfessions vol. 2         |
| 2014 | Only Porn Lyon                              | XConfessions                |
| 2015 | La Fête du Slip Zwitserland                 | XConfessions                |
| 2015 | Cinekink New York                           | The Art of Spanking         |
| 2015 | Raindance Film Festival London              | XConfessions                |
| 2015 | Chicago International Film Festival         | XConfessions                |
| 2016 | Babylon Berlin Premiere                     | XConfessions Theatrical Cut |